# Akcja Koppe
Akcja Koppe – nieudana (w głównym zamiarze) akcja polskiego ruchu oporu, przeprowadzona 11 lipca 1944 w Krakowie przez oddział Komendy Głównej Armii Krajowej przeciwko SS-Obergruppenführerowi Wilhelmowi Koppemu, wyższemu dowódcy SS i Policji w Generalnym Gubernatorstwie i jednocześnie sekretarzowi stanu w niemieckim „rządzie” Generalnego Gubernatorstwa i zastępcy Hansa Franka .
Wilhelm Koppe został skazany na śmierć wyrokiem Kierownictwa Polskiego Państwa Podziemnego za bezwzględne represje i masowe zbrodnie na Polakach i Żydach. Zamach, mimo iż został starannie przygotowany, nie udał się, gdyż ostrzelany samochód Koppego zdołał uciec z miejsca zdarzenia. Koppe został tylko ranny, zginęło natomiast kilku towarzyszących mu Niemców. 
Według Stachiewicza, pomimo fiaska samego wykonania wyroku, nie sposób mówić o fiasku akcji jako całości. Dowództwo, oraz inni organizatorzy i uczestnicy wykazali się inwencją, wyrażoną w wielomiesięcznych, szczegółowych i udanych przygotowaniach (oddzielnie organizowane przerzuty kilku samochodów, wielu ludzi, amunicji, broni, ubiorów, aprowizacji, dokumentów itp.). Po akcji, w czasie odskoku – mimo niedoskonałej łączności i innych utrudnień – przynajmniej z początku dość dobra koordynacja, a nade wszystko – ofiarność żołnierzy, łączniczek i całej obsługi – była świadectwem oddania i patriotyzmu wszystkich, którzy wzięli udział w operacji. Akcja „Koppe” miała znaczenie moralne i psychologiczne (również, a może szczególnie dla Niemców), a jej sprawna organizacja (uwzględniająca miesiące przygotowań w warunkach okupacyjnych i trzy dni na samo wykonanie) stała się wsparciem psychicznym dla walczącego Podziemia i społeczeństwa, pomimo finalnie dotkliwych strat .

## Przebieg akcji

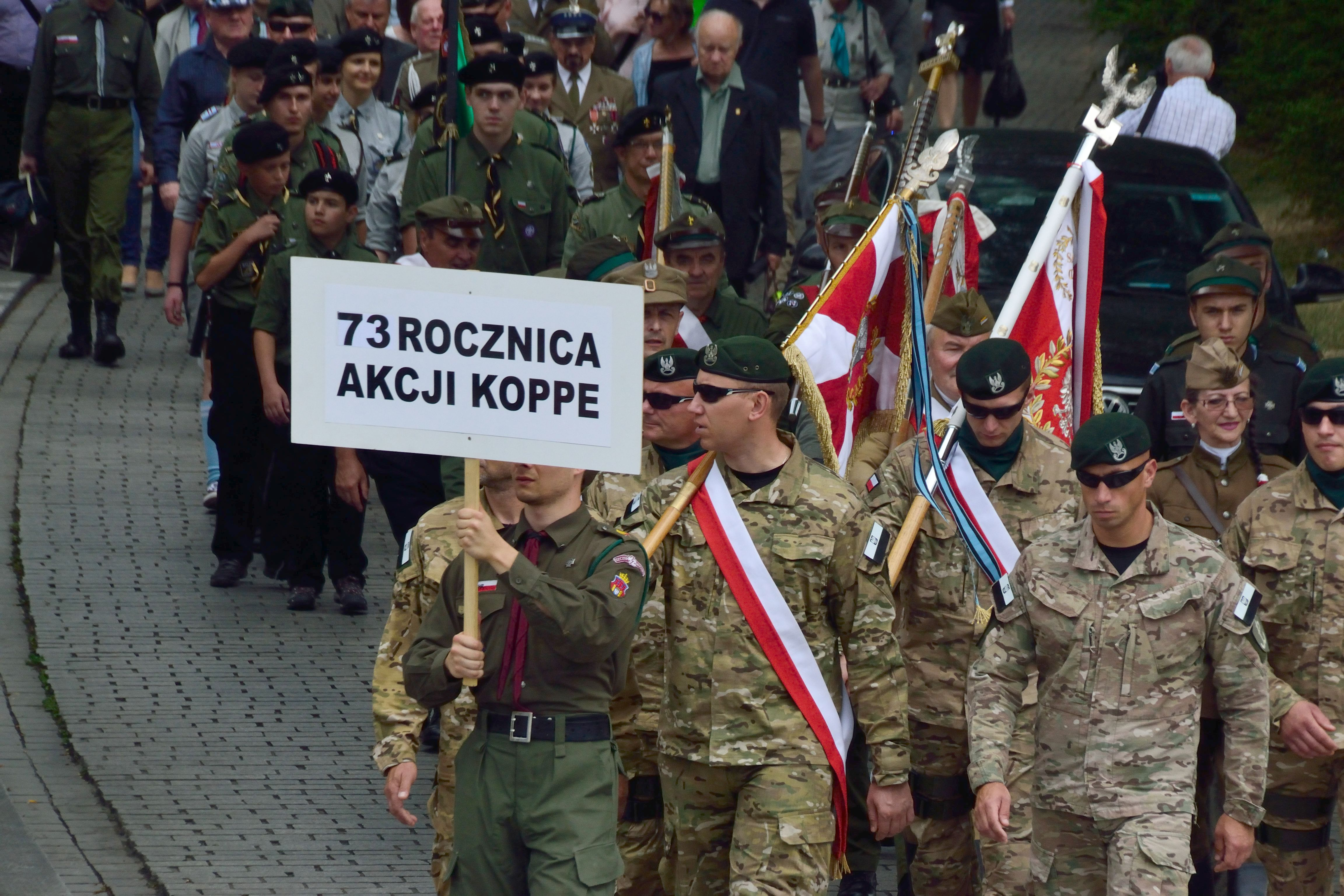
Marsz Pamięci Akcji Koppe (2017)

Wydzielona grupa z batalionu AK „Parasol”, dowodzona przez Stanisława Leopolda ps. „Rafał”, na przełomie czerwca i lipca 1944 przyjechała do Krakowa, gdzie wspólnie z Kedywem przygotowywała się do przeprowadzenia zamachu i rozpoznawała teren operacji. Początkowo akcję miano wykonać 5 i 7 lipca 1944, jednak nieoczekiwanie Koppe zmienił stałą trasę przejazdu. W końcu 11 lipca 1944 przed godziną 9:00 rano grupy uderzeniowe batalionu AK „Parasol” ostrzelały samochód na ulicy Powiśle u wjazdu na plac Juliusza Kossaka, przy jednoczesnej próbie zablokowania Mercedesa Koppego przez samochód Chevrolet 4 t prowadzony przez Mieczysława Janickiego ps. „Otwocki” i Chevroleta 3/4 t Stefana Dyża ps. „Pikuś”. Dwa inne samochody czekały na placu Kossaka, aby uniemożliwić ewentualną ucieczkę Koppemu – był to Mercedes 170 prowadzony przez Bogusława Niepokoja ps. „Storch” oraz BMW Jana Bernatowicza ps. „Bartek”.
Mimo silnego ostrzału samochód Koppego ominął blokadę i skręcił w ulicę Zwierzyniecką, oddalając się z miejsca zdarzenia. Podczas akcji zabitych zostało kilku Niemców, w tym oficer SS – osobisty adiutant Koppego. Sam Koppe został ranny i przeżył zamach. Jedna z grup uderzeniowych batalionu AK „Parasol” miała rannego, jednak podczas ucieczki z Krakowa w kierunku północnym została zaatakowana przez żandarmów niemieckich koło wsi Kąty. W tej potyczce zginęło czterech żandarmów, w tym jeden oficer; AK-owcy stracili jednego rannego. Potem doszło do kolejnego starcia, tym razem z żołnierzami Wehrmachtu we wsi Udórz położonej na północ od Wolbromia. W wyniku tego starcia AK poniosła duże straty – na miejscu zginęło dwóch żołnierzy, kolejnych pięcioro odniosło rany. Troje spośród nich trafiło do niemieckiej niewoli. Zostali oni poddani torturom, a następnie zamordowani .

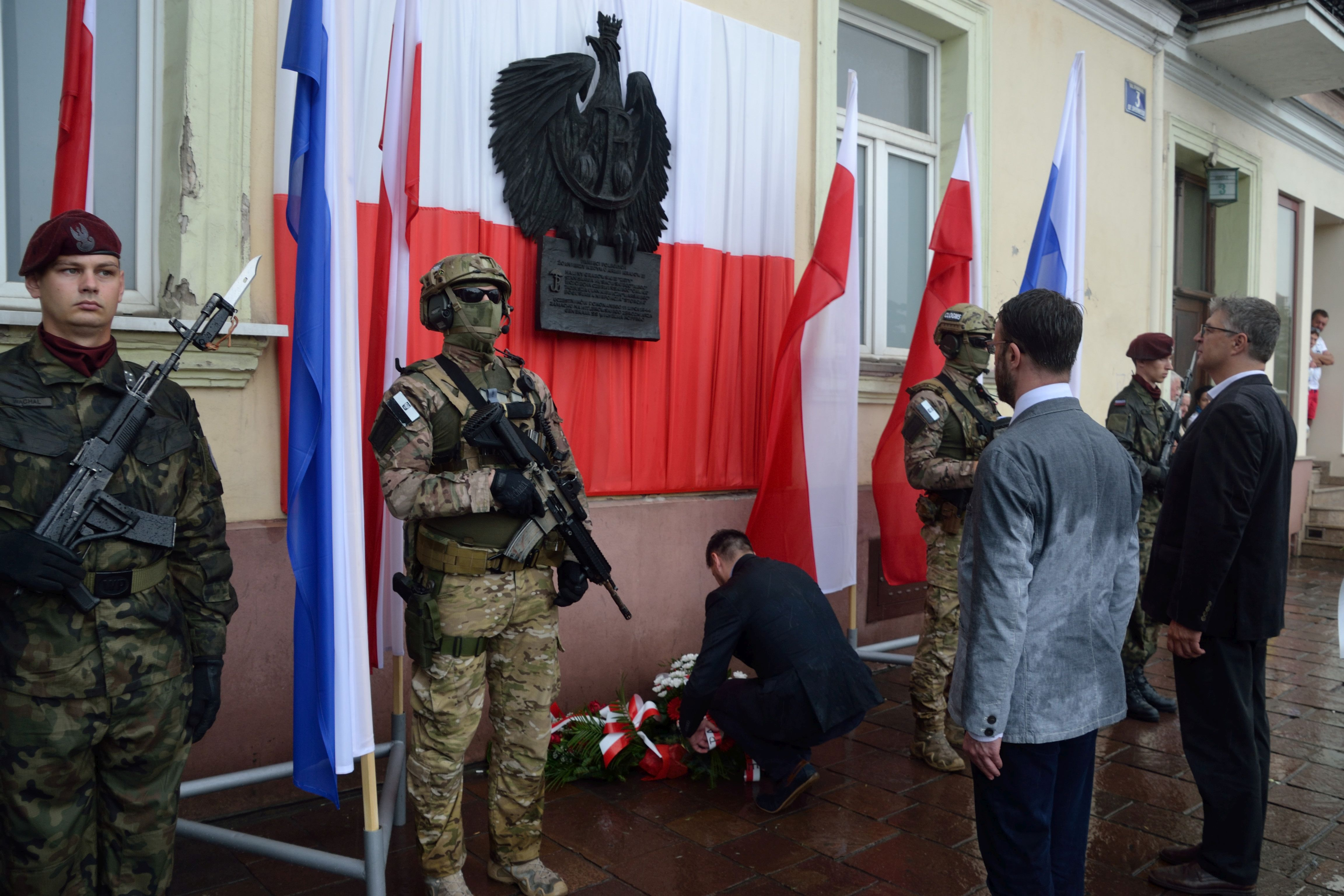
73. rocznica Akcji Specjalnej Koppe, 8 lipca 2017

## Uczestnicy
Rozkaz do wykonania akcji dostał oddział 1 kompanii batalionu Armii Krajowej „Parasol” w składzie:

### Dowódcy
- Stanisław Leopold ps. „Rafał” – dowódca
- Stanisław Huskowski ps. „Ali” – zastępca dowódcy

### Żołnierze
| - Jan Bernatowicz ps. „Bartek” - Józef Baster ps. „Rak” - Wojciech Czerwiński ps. „Orlik” - Stefan Dyż ps. „Pikuś” - Tadeusz Maria Fopp ps. „Tadeusz” - Halina Grabowska ps. „Zeta” - Mieczysław Janicki ps. „Otwocki” - Tadeusz Karczewski ps. „Wierzba” - Przemysław Kardasiewicz ps. „Akszak” - Jerzy Kołodziejski ps. „Zeus” |  | - Jerzy Małow ps. „Rek” - Bogusław Niepokój ps. „Storch” - Zdzisław Poradzki ps. „Kruszynka” - Wiesław Raciborski ps. „Robert” - Antoni Sakowski ps. „Mietek” - Józef Szczepański ps. „Ziutek” - Eugeniusz Schielberg ps. „Dietrich” - Jacek Sperling ps. „Jacek” - Wojciech Świątkowski ps. „Korczak” - Tadeusz Ulankiewicz ps. „Warski” |

### Łączniczki
- Irena Sokołowska ps. „Bobo”
- Zofia Sokołowska ps. „Dzidzia”
- Zofia Jasieńska ps. „Ina”
- Irena Potoczek ps. „Ada”
- Maria Stypułkowska-Chojecka ps. „Kama”
- Elżbieta Dziębowska ps. „Dewajtis”